# Arry, Somme
Arry är en kommun i departementet Somme i regionen Hauts-de-France i norra Frankrike. Kommunen ligger i kantonen Rue som tillhör arrondissementet Abbeville. År 2022 hade Arry 218 invånare.

## Befolkningsutveckling
Antalet invånare i kommunen Arry
| Referens: INSEE |